# 酪農学園大学附属とわの森三愛高等学校
酪農学園大学附属とわの森三愛高等学校（らくのうがくえんだいがくふぞくとわのもりさんあいこうとうがっこう）は、北海道江別市文京台緑町にある私立高等学校である。学校法人酪農学園が運営している。全国私立寮制学校協議会参加加盟校。

## 沿革
- 1933年10月 - 黒沢酉蔵が札幌村苗穂に北海道酪農義塾を開設する（これが学校法人「酪農学園」の始まりである）。
- 1942年6月 - 野幌機農学校（男子校）が開校する。
- 1944年2月 - 北海道酪農義塾が解散・廃止となる。
- 1948年3月 - 学制改革により、野幌機農学校は高等学校として認可される。
- 1948年8月 - 野幌機農学校が野幌機農高等学校となる。
- 1958年4月 - 酪農学園女子高等学校（女子校）が開校する。
- 1960年4月 - 酪農学園女子高等学校の校名を三愛女子高等学校に変更する。
- 1964年6月 - 野幌機農高等学校の校名を酪農学園機農高等学校に変更する。
- 1984年4月 - 酪農学園機農高等学校の校名を酪農学園大学附属高等学校に変更、三愛女子高等学校に英語科を設置する。
- 1988年4月 - 三愛女子高等学校の校名をとわの森三愛高等学校（共学化）に変更する。
- 1991年4月 - 酪農学園大学付属高等学校と、（旧）とわの森三愛高等学校が統合し、（新生）とわの森三愛高等学校（普通科・英語科：共学、酪農経営科：男子のみ）として開校する。
- 1998年10月 - 校歌を制定する。
- 2001年 4月 - 酪農経営科を共学化する。
- 2003年 4月 - 英語科を募集停止する。
- 2005年 3月 - 英語科を閉科する。
- 2010年 4月 - 酪農経営科をアグリクリエイト科へ変更、通信制課程を新設する。新たに6コース編成に変更する。
- 2017年 4月 - 普通科を4コース編成に変更し、合計5コースとなる。
- 2019年 4月 - 学校名を『酪農学園大学附属とわの森三愛高等学校』へ変更[1]。

## 教育課程
- 全日制課程（学年制）
  - 普通科
    - 総合教育コース（2016年度まで）
    - 総合進学コース（2017年度から）
    - アドバンスコース（2016年度まで）
    - フードクリエイトコース
    - トップアスリート健康コース
    - 獣医進学コース（2016年度まで）
    - 獣医・理数コース（2017年度から）
    - 特進GROW-UPコース（2022年度から）

  - アグリクリエイト科（2010年酪農経営科から変更）
    - 機農コース （酪農専攻:全寮型 作物園芸専攻:通学可）
- 通信制課程（単位制）
  - 普通科
  - 農食環境科学科
    - 通学コース
    - 通信コース

## 特色
- 部活動が盛んであり、男子バレーボール部、女子ソフトボール部、バドミントン部、女子ソフトテニス部、男子ソフトテニス部、体操部が全道大会で上位入賞の常連として知られている。

## 教育目標
- 平和的・民主的な人間の育成
- 国際的視野を持つ社会人の育成
- 新しい時代を担う農業人の育成

## 教育理念
- 三愛精神（意味：神を愛し、人を愛し、土を愛す）
- 健土健民（酪農：資源循環型農業の最たるものである）

## 寮
- 男子寮：希望寮
- 女子寮：清温寮、高大共同寮

## 著名な出身者

### スポーツ
- 五十嵐準子 - 柔道家
- 山本智大 - バレーボール選手
- 松本麻佑 - バドミントン選手

### その他
- 住岡梨奈 - シンガーソングライター[2]
- 大森俊治 - ミュージシャン[2]
- 下川みくに - 歌手
- 北良治 - 前奈井江町長
- 鈴木紫帆 - シンガーソングライター

## その他
- 『ときめきメモリアル』や『ガチ☆ボーイ』などいくつかのCMや映画のロケで使われた。
- 三愛石油やリコー三愛グループとの関係はない。